# الإبرة المجوفة
الإبرة المجوفة أو المسلة الجوفاء (بالفرنسية: L'Aiguille creuse) رواية بوليسية من تأليف موريس لوبلان ظهرت فيها شخصية أرسين لوبين. نشرت لأول مرة مجزء في مجلة Je sais tout بدءا من 15 نوفمبر/تشرين الثاني إلى غاية 15 مايو/آيار 1909، قبل أن يعاد نشرها كاملة في يونيو/حزيران 1909 مع بعض التعديلات.

## الملخص
يجد لوبين نفسه في لعبة القط والفأر مع المحقق الهاوي الشاب إزيدور بوترليه، ورغم صغر سنه لكنه يأرق لوبين. يظهر في القصة أيضًا خصمه التقليدي المحقق جانيمار، والمحقق الإنجليزي الشهير شيرلوك هولمز.

لوبين يطارد أعظم غنيمة قد سنحت له الفرصة لسرقتها: كنز ملوك فرنسا، المخبأ منذ عهد يوليوس قيصر. يبدو أن لوبين قد تمكن من فك الشفرات التي حمت موقع هذا الكنز لقرون. لكن هل سيتمكن من الحفاظ على سر الإبرة المجوفة، حيث يُخبأ هذا الكنز، بعيدًا عن مطارديه؟

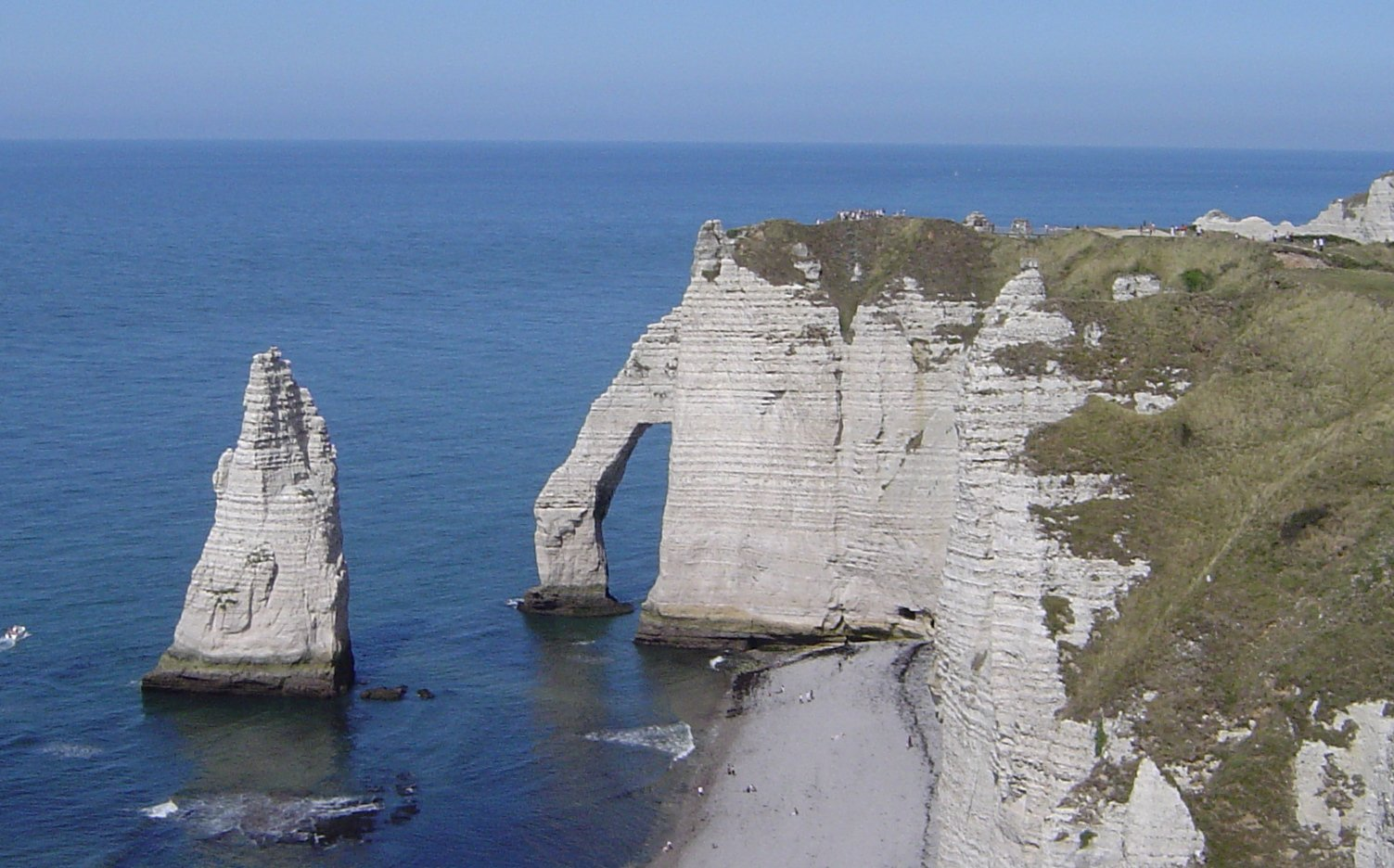
"الإبرة المجوفة" في بلدة إيترتات بإقليم النورماندي

## الشخصيات
- إيزيدور بوتريلي، طالب ثانوي شاب ومحقق هاوي
- أرسين لوبين، اللص الشهير المتخفي الذي تنكر في شخصية لويس فالميراس
- الآنسة ريموند من سانت-فيران، التي ستصبح لاحقا السيدة فالميراس
- غانيمارد، ضابط ومحقق في الشرط الفرنسية
- كومت غاسفرز
- سوزان غاسفرز، ابنة الكومت
- هرلوك شولمز، محقق بريطاني معروف وعدو أرسين لوبين.

## الترجمات العربية
- المسلة الجوفاء، دار صوت الناس، ترجمة بسام حجاز، آيار ١٩٩٣.[3]
- المسلة الجوفاء، دار النجمة للنشر والتوزيع، ٢٠٢٤.[4]
- لغز الإبرة المجوفة، دار عصير الكتب، ترجمة سراج سراج، ٢٠٢١.[5]

## الروابط الخارجية
باللغة العربية
- شراء الرواية على موقع نيل وفرات.كوم.

باللغة الفرنسية
- تحميل وقراءة الرواية مجانا.
- نص الرواية كاملا على ويكي مصدر.